# Mia Nicolai
Mia Nicolai (Ámsterdam, Países Bajos; 7 de marzo de 1996) es una cantante neerlandesa. Fue elegida en 2022 para representar a los Países Bajos en el Festival de la Canción de Eurovisión 2023 en Liverpool junto a Dion Cooper.

## Biografía
Nicolai nació en Ámsterdam de madre rusa y padre neerlandés. A los tres años empezó a recibir clases de violín y piano. En 2018, lanzó una versión de la canción At Last. 
Mia Nicolai se mudó a Los Ángeles más tarde. Allí lanzó su sencillo debut Set me free (2020), que ha sido descrito como una canción pop escapista. Ese mismo año, le siguió el sencillo Mutual Needs y ya en 2021 y 2022, respectivamente, Dream go y Loop.

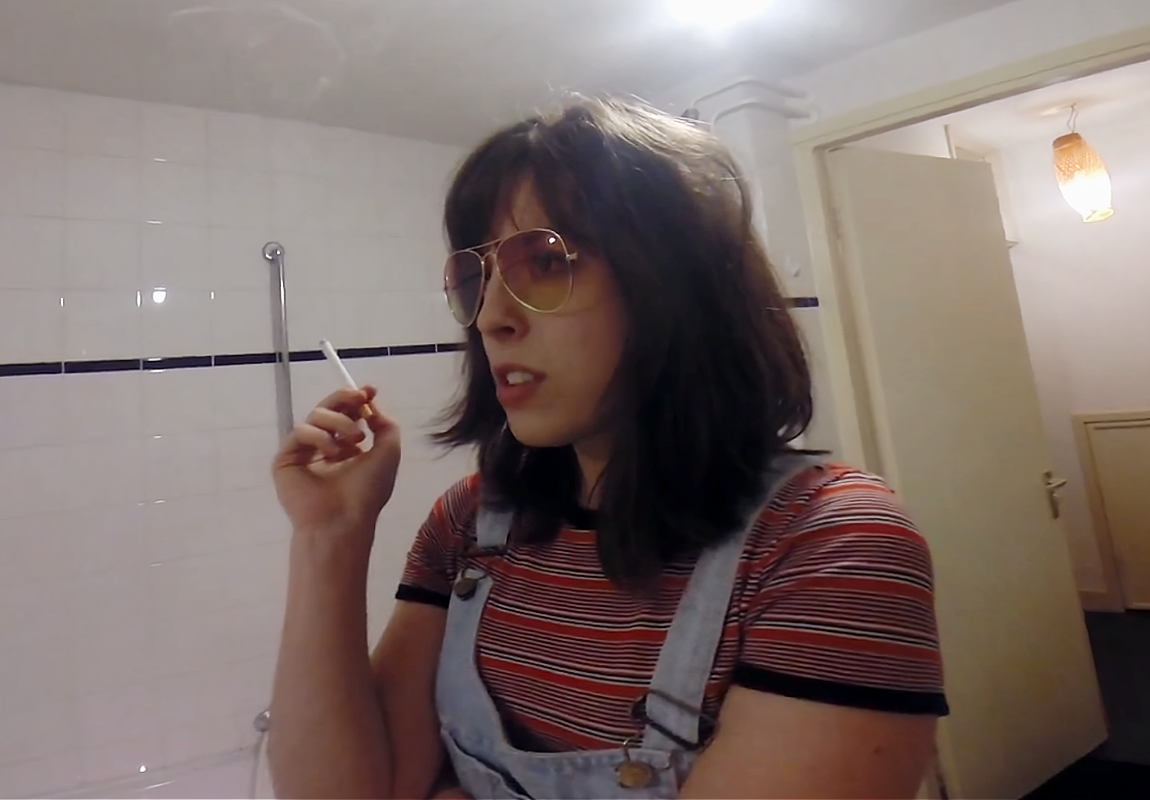
Mia Nicolai en 2017

El 1 de noviembre de 2022, se anunció que ella y Dion Cooper representarían a los Países Bajos en el Festival de la Canción de Eurovisión 2023 con el tema «Burning Daylight».

## Discografía
| Título         | Lanzamiento            |
| -------------- | ---------------------- |
| Set me free    | 16 de octubre de 2020  |
| Mutual needs   | 9 de noviembre de 2020 |
| People pleaser | 16 de abril de 2021    |
| Dream go       | 2 de diciembre de 2021 |
| Loop           | 31 de octubre de 2022  |